# Marcha de Radetzky (romance)
Radetzkymarsch (bra: Marcha de Radetzky; prt: A Marcha de Radetzky) é um romance escrito originalmente em alemão por Joseph Roth em 1932 narrando o declínio e queda do Império Austro-Húngaro através da história da família Trotta. Radetzkymarsch é um dos primeiros romances que apresenta a recorrente participação ficcionada de uma figura histórica, neste caso o imperador Francisco José I (1830–1916). Roth prosseguirá o relato da família Trotta no tempo do Anschluss na sua obra O Túmulo do Imperador (Die Kapuzinergruft, 1938).

## Enredo
A Marcha de Radetzky conta as histórias de três gerações da família Trotta, militares burocratas de carreira do Império Austro-Húngaro de origem eslovena — desde o seu apogeu durante o império até ao ocaso e queda desse mundo durante e após a Primeira Guerra Mundial. Em 1859, o Império Austríaco (1804–1867) estava a lutar na Segunda Guerra de Independência Italiana (29 de abril – 11 de julho de 1859), contra os beligerantes franceses e italianos: Napoleão III, o imperador dos franceses, e o Reino de Piemonte-Sardenha.
No norte da Itália, durante a Batalha de Solferino (24 de junho de 1859), o bem intencionado, mas inepto Imperador Franz Joseph I e a sua coorte de cavalaria, quase são mortos; para frustrar os atiradores, o tenente de infantaria Trotta derruba o Imperador do seu cavalo. O Imperador galardoa o tenente Trotta com a Ordem de Maria Teresa e torna-o nobre. A elevação à nobreza levou, em última análise, à ruína da família Trotta, em paralelo com o colapso do Império austro-húngaro (1867-1918).
Posteriormente, e sem que o desejasse, o tenente Trotta, agora Barão Trotta, é considerado pela família — incluindo o seu pai — como um homem de classe social elevada. Embora ele não assuma os ares de superioridade social, todos os antigos conhecidos do novo Barão percebem que ele mudou, passou a ser um nobre. As percepções e expectativas da sociedade acabam por obrigar a sua integração relutante na aristocracia, uma classe em que se sente desconfortável.

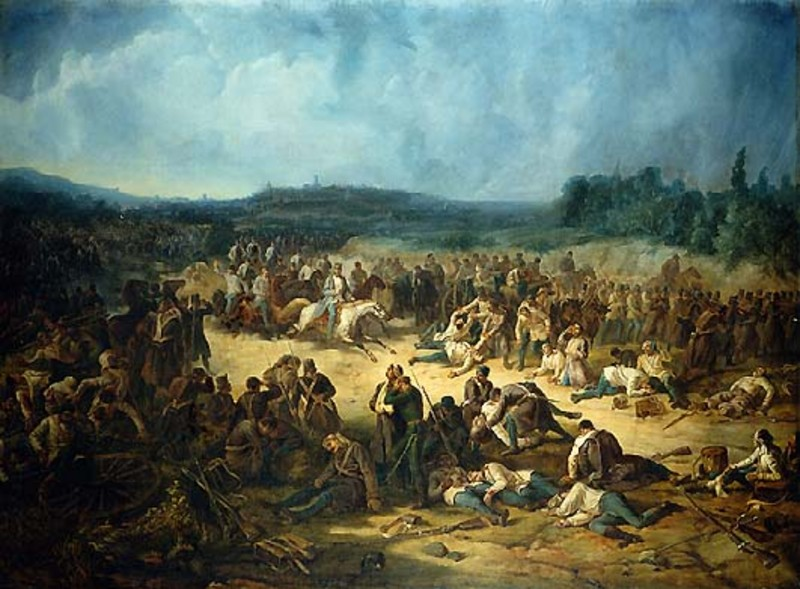
Batalha de Solferino; utor desconhecido, no Museu Nacional do Ressurgimento Italiano, em Turim

Com o passar do tempo, o primeiro Barão Trotta fica incomodado com o revisionismo histórico que o sistema escolar nacional pratica no ensino da geração do seu filho. O livro de história de escola apresenta como facto a lenda sobre a salvação por ele do Imperador na batalha e ele considera especialmente irritante a deturpação de que o tenente de infantaria Trotta era um oficial de cavalaria.
O Barão queixa-se ao Imperador para ser corrigido o livro da escola. O Imperador contrapõe que uma tal verdade daria uma história pedestre pouco inspiradora, inútil para o patriotismo Austro-Húngaro; portanto, contem os livros de história o heroísmo no campo de batalha do tenente de infantaria Trotta como lenda ou como um fato, ele ordena que a história seja excluída da história oficial da Áustria-Hungria. Em consequência, as posteriores gerações da família Trotta não compreendiam a reverência das gerações mais velhas perante a lenda do tenente Trotta ter salvo a vida do Imperador considerando-se aristocratas legítimos.

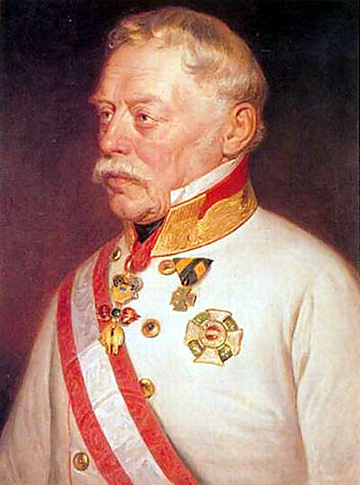
Josef Graf Radetzky von Radetz, marechal de campo do exército Austro-húngaro, o qual deu nome à marcha de Strauss e por sua vez ao título da obra de Roth.

O desiludido Barão Trotta opõe-se às aspirações do seu filho a uma carreira militar, insistindo para que ele se prepare para se tornar um funcionário público, a segundo carreira mais respeitada no Império austríaco; por norma, esperava-se que um filho alemão obedecesse. O filho acaba por se tornar em administrador de distrito numa cidade da Morávia. Enquanto pai, o segundo Barão Trotta (ainda desconhecendo porque razão o seu pai que era um herói de guerra frustrou as suas ambições militares) aceita que o seu próprio filho se torne oficial de cavalaria; a lenda do avô determina a vida do neto. A carreira de oficial de cavalaria do terceiro Barão Trotta obriga-o a colocações por todo o Império Austro-Húngaro e à dissipação da vida com vinho, mulheres, música, jogos e duelos, ocupações do período de folga características dos oficiais militares em tempo de paz. No decurso da sua carreira, a unidade de infantaria do Barão Trotta reprime uma greve industrial na cidade do seu aquartelamento; no rescaldo, com a consciência da sua brutalidade profissional, começa a sua desilusão com o império.

## Significado literário e crítica
Marcha de Radetzky é a obra mais conhecida de Joseph Roth. Em 2003 o crítico literário alemão Marcel Reich-Ranicki incluiu-a no Der Kanon (Cânone) dos mais importantes romances de língua alemã. É um romance de ironias e de humor inerente às ações bem intencionadas que levam ao declínio e queda de uma família e de um império.
O título do romance deriva da Marcha Radetzky, Op. 228 (1848), de Johann Strauss (pai) (1804 – 49), em homenagem ao marechal austríaco Josef Wenzel Radetzky von Radetz (1766-1858). É uma composição musical simbólica que se ouve em momentos críticos da narrativa da história da família Trotta.
Numa entrevista a um programa de TV nos EUA, Charlie Rose, o escritor peruano Mario Vargas Llosa classificou Marcha de Radetzky como o melhor romance político que já fora escrito.
O romance Marcha de Radetzky de Joseph Roth foi incluído na lista de Os melhores romances em alemão do século XX, lista de livros compilada em 1999 pela Literaturhaus (Casa da Literatura) de Munique e pela editora Bertelsmann, no qual 99 proeminentes autores alemães, críticos literários e estudiosos da língua alemã classificaram os mais significativos romances em alemão do século XX.

## Adaptações
RadetzkyMarch serviu de base às seguintes adaptações:
- Filme de 1965 produzido na Alemanha e dirigido por Michael Khelmann.
- Mini série para televisão criada em 1994 tendo Max von Sidow no principal papel.

## Nota
- Este artigo foi inicialmente traduzido, total ou parcialmente, do artigo da Wikipédia em inglês cujo título é «Radetzky March (novel)».